# Imersão em línguas
Imersão em línguas se caracteriza pelo mergulho ou concentração numa língua natural de interesse do sujeito.

## História
Os programas de imersão de hoje em dia são baseados naqueles fundados nos anos 60 no Canadá, quando pais de classe média que falavam o inglês convenceram educadores a estabelecer um programa experimental de imersão em francês tornando possível que suas crianças assimilassem as tradições e cultura de canadenses que falavam o francês.

## Método
O nome imersão traz a ideia de concentração num determinado assunto de modo a desconectar de todo o resto a fim de obter um rápido desenvolvimento de habilidades no idioma que está sendo aprendido.
Imersão em línguas é um método de ensinar uma língua estrangeira. Diferentemente de um curso tradicional de línguas, onde a língua em estudo é simplesmente o assunto em questão, a imersão em línguas utiliza a língua em estudo como ferramenta de ensino, envolvendo os estudantes no desenvolvimento de habilidades na língua em que estão estudando.
A imersão em línguas acontece quando as pessoas vivenciam uma língua estrangeira através de uma simulação onde os envolvidos participam de atividades estimuladoras, podendo estas serem atividades do dia-a-dia ou não, a fim de praticar o novo idioma que estão aprendendo.
Esta simulação geralmente dura várias horas, podendo chegar a dias ou até mesmo semanas, dependendo do grau de intensidade que es deseja atingir.

### Tipos
Educadores fazem distinção entre programas de imersão em línguas e submersão. No primeiro, a classe e composta por alunos aprendendo uma língua estrangeira no mesmo nível, enquanto que no segundo grupo, um ou dois estudantes estão aprendendo a língua estrangeira, que é a primeira língua para o resto da classe, caracterizando assim uma maneira de aprender que exige um pouco mais do aluno.

### Qualidade
Baker descobriu que mais de mil estudos têm sido feitos sobre programas de imersão e alunos destes programas de imersão no Canadá. Esses estudos nos dão informações valiosas, como as descritas a seguir:
- Estudantes jovens de imersão ficam atrás de seus colegas monolínguas em leitura, soletrar e pontuação durante os primeiros anos somente. Entretanto, após os primeiros anos, os estudantes de imersão alcançam seus colegas nestes quesitos.
- Programas de imersão não prejudicam as habilidades de fala na língua nativa ou o desenvolvimento cognitivo do aluno.
- Estudantes jovens adquirem fluência de nativos na língua estrangeira em torno dos 11 anos de idade.
- Estudantes monolínguas tem uma performance melhor em ciências e matemática logo cedo, nos primeiros anos de escola, porém os estudantes de imersão eventualmente alcançam os colegas monolínguas e muitas vezes os superam em pouco tempo.

## No Brasil
No Brasil a imersão geralmente é dada para um grupo de pessoas aprendendo uma língua estrangeira num mesmo nível e é realizada por empresas especializadas em imersão, escolas de idiomas ou até mesmo por profissionais independentes que detém o conhecimento e metodologia atraentes para executar o trabalho.